# Saulxures-lès-Vannes
Saulxures-lès-Vannes – miejscowość i gmina we Francji, w regionie Grand Est, w departamencie Meurthe i Mozela.
Według danych na rok 1990 gminę zamieszkiwały 333 osoby, a gęstość zaludnienia wynosiła 18 osób/km² (wśród 2335 gmin Lotaryngii Saulxures-lès-Vannes plasuje się na 721. miejscu pod względem liczby ludności, natomiast pod względem powierzchni na miejscu 218.).